# 칼리 로덴버그
칼리 로선버그(Karly Rothenberg, 1962년 10월 29일 ~ )는 미국의 배우이다.
덴버에서 태어났다.

## 출연 작품

### 영화
- 차고 지르기 (2005)
- 캐리비안의 해적: 망자의 함 (2006)

### 텔레비전
- 제7의 천국 (2005)
- 오피스 (2005-11)
- 댓츠 소 레이븐 (2006)
- 더 프로텍터 (2011, The Protector)